# Farranzém
Farranzém Siuni (em armênio/arménio: Փառանձեմ Սյունի; romaniz.: P’aṙanjem Siuni; fl. século IV — m. inverno de 369/70) foi uma nobre armênia que, pelo matrimônio, vinculou-se à dinastia arsácida da Armênia. Membro da família nobre de Siúnia, casou-se com Genelo, sobrinho do rei Ársaces II (r. 350–368). Após sua elevação, utilizou de sua influência para elevar seu pai Antíoco II à posição de príncipe de Siúnia. Devido a sua beleza, foi cobiçada pelo primo de seu marido, Tirito, que provocou a morte dele por meio de uma conspiração. Mais tarde, casou-se outra vez, desta vez com Ársaces. Nesse tempo conspirou contra Olímpia, a segunda esposa do rei, e organizou, após a captura e morte de seu marido, a resistência perante uma invasão sassânida sob o xá Sapor II (r. 309–379).

## Nome
O nome Farranzém é a forma armênia (Փառանձեմ, P’aṙanjem) de um nome cujas origens ainda suscitam debate. A historiografia concorda que está associado ao nome da rainha Cornanzém (em grego: Χορνανζημ, Chornanzēm; em persa médio: W-hwlncym e em parta: hwr‘nzmyE, Xwar(r)ānzēm), que foi registrado nos Feitos do Divino Sapor, uma inscrição trilíngue do reinado do xainxá Sapor I (r. 240–270). Por conseguinte, esses nomes podem ter uma raiz comum no iraniano antigo *huarnah-~farnah-, "felicidade brilha". Hračʻya Ačaṙyan propôs que é possível que exista alguma ligação etimológica entre Farranzém e o nome Faranguis (فَرَنگیس), que foi registrado em avéstico como Vispã-fria (Vīspān-fryā) e em árabe como Vasfafaride (Vasfāfarīd) e Vasfafará (Vasfafarah).

## Vida

### Família
Farranzém nasceu na província de Siúnia, na Armênia, e era filha de Antíoco II, que foi nacarar da família Siuni c. 340; através de seu pai era descendente de Sisaque. Seu tio paterno era Valinaces I. Sua mãe foi uma nobre de nome desconhecido da família Mamicônio, filha de Vache I, e ela teve ao menos um irmão, Babico I, que foi nacarar de Siúnia em 379. Cyril Toumanoff sugeriu que ela ainda teve outra irmã, que casar-se-ia com Vasaces I Mamicônio.

### Primeiro casamento
Nada se sabe sobre sua infância. Casou-se com o popular príncipe arsácida Genelo, filho de Tiridates e sobrinho do rei Ársaces II (r. 350–368). Utilizando-se de sua elevação como consorte de um dinasta, derrubou seu tio Valinaces e colocou seu pai como senhor de Siúnia. Sua beleza e modéstia tornaram-na popular na corte e ela atraiu a atenção do primo paterno de seu marido, Tirito, que apaixonou-se e desejou-a como esposa. Tirito, tentando tramar contra seu primo Genelo, aproximou-se de Ársaces II e disse-lhe: "Genelo quer reinar, e matá-lo. Todos os nobres, os nacarares e os azatani como Genelo e todos os nacarares da terra preferem a suserania dele a sua. Eles dizem, 'olhe e veja o que você faz, rei, de modo que você possa salvar-se'". Ársaces II teve grande rancor de Genelo, constantemente tentando dissuadi-lo e armando contra ele. Nesse momento, Genelo tentou fugir com sua esposa, mas foi morto na época do festival de Navassarde, em agosto de 359. Após a morte e enterro de Genelo, uma ordem foi emitida para que lamentassem a morte dele; Ársaces II chorou e lamentou por muito tempo, enquanto Farranzém arrancou suas roupas, gritou e chorou muito.
Após livrar-se de seu primo, Tirito foi capaz de aproximar-se de Farranzém: enviou-lhe seu mensageiro para ler uma nota na qual dizia: "Não lamente tanto, porque eu sou um homem melhor do que ele foi. Eu amei você e, portanto, trai-o à morte, para que eu pudesse levá-la em casamento". De seu pranto, Farranzém ergueu-se em protesto, arrancou seus cabelos e gritou: "ouçam todos, a morte de meu marido ocorreu por minha causa. Por aquele que tinha um olho em mim, tive meu marido morto." Quando os armênios, e em particular o rei, ouviram os gritos, começaram a perceber a conspiração de Tirito e a morte sem sentido de Genelo; mais tarde, após enviar uma mensagem para Ársaces II solicitando a permissão dele para que pudesse se casar com Farranzém, foi condenado e morto próximo de Baseno. Sua execução ocorreu ainda em 359.

### Segundo casamento

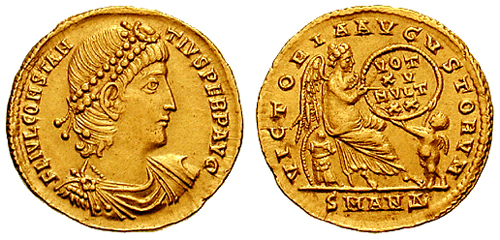
Soldo de r.

Em 360, Ársaces II desposou Farranzém. Em algum momento após seu casamento, a rainha engravidou. Ela deu à luz um filho, que eles chamaram Papa, sendo ele o único filho nascido de Farranzém. Devido aos eventos anteriores, e mesmo o rei a amando, a rainha o detestava: "Fisicamente, ele é peludo, e sua cor é escura". Quando notou que seria impossível reconciliar-se, solicitou ao imperador Constâncio II (r. 324–361) nova esposa. Sua pretendente era Olímpia, uma nobre grega de Creta. Moisés de Corene, entretanto, considera Olímpia a primeira esposa.[a]
Farranzém sentiu rancor e grande inveja de Olímpia e após o nascimento de seu filho, conspirou para matá-la por envenenamento. Olímpia, no entanto, foi muito cautelosa perante a ameaça e aceitou apenas as comidas e bebidas trazidas por suas criadas. Assim, incapacitada de fazer-lhe mal, a rainha aproximou-se dum presbítero da corte chamado Merjiunique (Mrjiwnik) e na comunhão de Olímpia, em 361, ele envenenou-a e foi recompensado a vila de Goncunque (Gomkunk'), no distrito de Taraunitis.

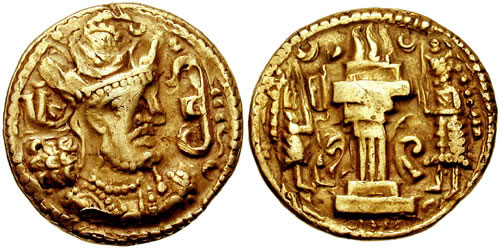
Dinar de ouro de r.

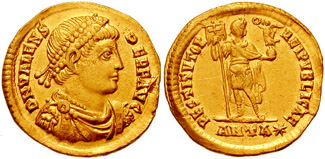
Soldo de Valente r.

Em 367/68, o xainxá Sapor II (r. 309–379) tramou um complô contra Ársaces II, que foi levado como prisioneiro político e morreu em cativeiro. Isto foi parte do plano do xá para conquistar a Armênia, já que os tratados com os imperadores Joviano (r. 363–364) e Valente (r. 364–378) falharam. Após capturar Ársaces, enviou seu exército. Quando o exército se preparava para invadir, Farranzém e Papa levaram o tesouro armênio e se esconderam na fortaleza de Artogerassa, onde foram defendidos pelas tropas dos azatani. A invasão foi liderada por Cílaces e Arrabanes, dois armênios que desertaram para Sapor. Cílaces e Arrabanes foram apoiados pelos nobres Vaanes, o Apóstata e Meruzanes I Arzerúnio que também desertaram. Sapor queria suprimir o governo arsácida e substituir a dinastia por administradores persas e senhores aristocráticos armênios tradicionais.
Farranzém foi capaz de iniciar negociações com Cílaces e Arrabanes para a rendição da fortaleza durante este tempo; ela apelou para eles em nome de seu marido. Arrabanes e Cílaces novamente desertaram, desta vez para o lado de Farranzém, e enviaram por segurança Papa à Anatólia, em direção a corte de Valente. Durante seu tempo na corte romana, Papa comunicou-se com sua mãe e encorajou-a a esperar por seu resgate. Valente estava trabalhando para restaurar Papa no trono arsácida e retirar o exército de Sapor da Armênia. Quando o xá ouviu de sua restauração, ao invés de ir em direção a ele, concentrou-se em capturar a rainha. Após dois anos de cerco à Artogerassa, as forças persas finalmente capturaram a fortaleza e dominaram o país. Farranzém foi levada, junto com o tesouro real, ao palácio de Sapor que, esperando humilhar a Armênia e o Império Romano, deu a rainha a seus soldados que violentamente a estupraram até a morte.